# Virat Kohli
Virat Kohli (pronunciaçãoⓘ; Deli, 5 de novembro de 1988) é um jogador de críquete indiano.
Um batedor destro de primeira ordem, Kohli é considerado um dos melhores batedores do mundo.
Também é tido como um dos atletas mais famosos do mundo, de acordo com a ESPN, e uma das personalidades mais influentes do planeta, segundo a revista Time.